# Correos
Correos — национальный почтовый оператор Испании. Полное название — Sociedad Estatal Correos y Telégrafos (Государственное общество почт и телеграфов).

## История
В 1490 году Франц фон Таксис основал службу доставки корреспонденции в пределах Священной Римской империи. В 1520 году семья Таксис получила монополию на почтовые услуги на территории Испании. В 1716 году король Испании Филипп V перевёл почтовую службу в подчинение правительства. В 1720 году был принят закон о почтах. В 1755 году была введена доставка почты на дом. В 1850 году начался выпуск почтовых марок, с этих пор за доставку корреспонденции платил отправитель, а не получатель, как до этого.
В 1852 году в Испании началось развитие телеграфа, первая телеграфная линия была проложена в 1854 году. В 1889 году было создано государственное предприятие Cuerpo de Correos, получившее монополию на почтовые услуги. В 1909 году оно было преобразовано в Servicio de Correos y Telegrafos (Службу почт и телеграфов), которая также начала предлагать услуги сберегательной кассы и почтовых переводов. К середине 1930-х годов на Correos приходилось 40 % сберегательных счетов в Испании.
В 1960 году Correos была лишена монополии на почтовые услуги, однако оставалась доминирующим почтовым оператором. В 1981 году было создано подразделение экспресс-доставки. В 1991 году почтовые сберегательные кассы (Caja Postal de Ahorros) были отделены от почтовой службы и проданы банку Argentaria (позже ставшему BBVA) В 1992 году статус Correos были изменён на автономную государственную организацию, а в 1997 году — на государственную корпорацию.
С 2014 года началось развитие сети почтоматов CityPaq.

## Деятельность
Группа Correos включает в себя кроме почтовой службы экспресс-доставку в Испании Correos Express, экспресс-доставку в Португалии Correos Express Portugal, и Correos Telecom (телекоммуникационная инфраструктура). Также у группы есть два совместных предприятия в Китае по доставке посылок: K Parcel Company (Гонконг) и KCG ecommerce solutions Company (Дунгуань); партнёр — K-Parcel Company Limited.